# Бедряга, Яков Владимирович
Яков Владимирович Бедряга (1854—1906) — российско-немецкий герпетолог. В его честь названо 5 видов амфибий и рептилий.

## Биография
Родился в 1854 году в имении его матери Криница Острогожского уезда Воронежской губернии.
Изучать науки начал в Московском университете под руководством А. П. Богданова, но в 1873 году из-за болезни был вынужден переехать в Германию, где учился в Йенском университете у Эрнста Геккеля и Карла Гегенбаура. В 1875 году он получил докторскую степень, защитив диссертацию о мочеполовых органах земноводных.
По слабости здоровья в 1881 году он переехал в Ниццу. Изредка он приезжал и в Петербург. Затем жил во Флоренции, где и умер в 1906 году.
Им был опубликован ряд ценных герпетологических исследований в немецких, французских и итальянских специальных изданиях. Отдельно издано сочинение: нем. «Beiträge zur Kenntniss der Lacertiden Familie» (Франкфурт-на-Майне, 1886 год, 427 с.). Основная его работа — по герпетофауне Греции: «Die Amphibien und Reptilien Griechenlands».
Как вспоминал А. М. Никольский: «Проживая за границей, он настолько забыл русский язык, что не решался писать свои учёные работы на русском языке. Когда наша Академия наук предложила ему обработать герпетологический материал, собранный Н. М. Пржевальским, он обработал его и написал свои исследования на немецком языке, и просил меня перевести его работу на русский язык. Работа была напечатана Академией на этих двух языках»: Бедряга Я. В. Земноводные и пресмыкающиеся / Обраб. Я. В. Бедряга; Пер. А. М. Никольского. — СПб.: Изд. Акад. наук, 1907. — Вып. 1. — 72 с; 1909. — Вып. 2. — 355 с.).
В Зоологический музей МГУ Я. В. Бедряга прислал коллекцию европейских видов земноводных.
В честь Бедряги названы следующие таксоны земноводных и пресмыкающихся:
- Gongylus ocellatus bedriagai Boscá[исп.], 1880 [ныне Chalcides bedriagai] — халцид Бедряги
- Acanthodactylus bedriagai Lataste, 1881
- Rana esculenta var. bedriagae Camerano, 1882 (“1881”) [ныне Pelophylax bedriagae] — лягушка Бедряги
- Lacerta bedriagae Camerano, 1885 [ныне Archaeolacerta bedriagae]
- Teratoscincus bedriagai Nikolsky, 1900 — сцинковый геккон Бедряги